# Alikel
Alikel is een dorp in de provincie Eskisehir in centraal Turkije met 510 inwoners. Alikel ligt 30 km van ten zuiden van de berg Emirdağ, ongeveer 1000 m boven de zeespiegel.
Alikel heeft twee winkels. Maar er komen ook handelaars van buursteden om brood te verkopen. Voor andere inkopen gaan de inwoners zelf met hun voertuig naar de naburige stad Çifteler. De inwoners van dit dorp komen voornamelijk uit de provincie Eskişehir. In de Turks-Griekse Oorlog verbleven de Griekse soldaten in dit gebied.
Alikel is door de eeuwen heen al door onder andere de Hittieten, de Lidiërs, de Perzen, de Hellenen, de Romeinen en de Byzantijnen bezet geweest. En Alikel bestaat uit 4 dorpen: Doğanay, Yenidoğan, Ortaköy en Asağiköy.